# Urophora regis
Urophora regis är en tvåvingeart som beskrevs av Steyskal 1979. Urophora regis ingår i släktet Urophora och familjen borrflugor.
Artens utbredningsområde är Puerto Rico. Inga underarter finns listade i Catalogue of Life.